# Nannoteretispira japonica
Nannoteretispira japonica är en snäckart som beskrevs av Tadashige Habe 1961. Nannoteretispira japonica ingår i släktet Nannoteretispira och familjen Rissoidae. Inga underarter finns listade i Catalogue of Life.